# EY Japan
EY Japan（Ernst & Young Japan）は、世界4大会計事務所（Big 4）の1つアーンスト・アンド・ヤングの日本におけるメンバーファームの総称、ならびに、日本におけるEYの中核会社EYジャパン合同会社及び日本におけるEY内部向けサービス会社EY Japan株式会社を指す。本稿では特に断りのない限り、1つ目について述べる。

## 日本におけるEYの概要
EYはグローバル約140の加盟国を、3つの統合されたエリア（アメリカズエリア、アジアパシフィックエリア、EMEIAエリア（欧州・中東・インド・アフリカ）に区分しており、日本はアジアパシフィックエリアに含まれる。
長年、日本1か国のみで構成される「日本エリア」があったが、2019年にアジアパシフィックエリアに統合された。EY JapanはEYジャパン合同会社を中心とする日本におけるEYグループ各法人の総称である。。
東京都内における事務所は従来、日比谷国際ビルと霞が関ビルとで分散していたが、2018年（平成30年）に東京ミッドタウン日比谷に移転、集約した。

## EY Japan メンバーファーム
EY Japanメンバーファームの主要4ライン各法人及びEYジャパン合同会社においては資本関係は一切ない独立した法人であり、各法人はそれぞれがEYに加盟するメンバーファームとして並列関係にある。

### 統括会社
- EYジャパン合同会社 - メンバーファーム間の調整を行う

### 主要4ライン
- アシュアランス
  - EY新日本有限責任監査法人 - 日本における監査法人
- コンサルティング・アドバイザリー
- トランザクション
  - EYストラテジー・アンド・コンサルティング株式会社（グループ2社を2020年10月期で経営統合）
    - 旧EYアドバイザリー・アンド・コンサルティング - コンサルティングサービスの主要提供
    - 旧EYトランザクション・アドバイザリー・サービス - 日本における財務アドバイザリー業務およびトランザクション関連の各種サービスを提供
- 税務
  - EY税理士法人 - 日本における税務サービスを提供

### その他のメンバーファーム
- EY弁護士法人 - 法務サービスの提供
- 新日本パブリック・アフェアーズ - 政府･自治体などの公共分野に対し、財政、財務・会計、行政経営、電子政府関係などのアドバイザリーサービスを提供

### EY内部向けサービス提供会社
- EY Japan株式会社 - 各メンバーファーム内のIT･人事･経理･法務･コンプライアンス業務等のいわゆるバックオフィスサービスを行う

### 現存しないメンバーファーム
- EY総合研究所 - EYの日本におけるシンクタンクであった。2017年解散。

## EYジャパン合同会社
日本におけるEYメンバーファームの統括機能を担う法人として、2017年1月5日に設立。
統括法人の設立により、従来新日本監査法人が担ってきたEY Japanの統括機能を監査法人から分離すると共に、統括法人の設立によりメンバーファーム間の連携強化を図り、戦略実行をより効率的かつ迅速に実現するための施策を実施することにより、日本におけるEYブランドの強化を図る。
近年では監査法人が有していたメンバーファームの統括機能を別会社に組織再編する動きが活発であり、他のBig4ではPwCジャパン合同会社とデロイトトーマツ合同会社がこれに該当する。

## EY Japan株式会社
EY Japanのメンバーファームである各法人におけるIT･総務･人事･経理･リスク管理･法務･広報･ブランディング･調達等のバックオフィス業務を担う。
各法人におけるIT･総務･人事･経理･リスク管理･法務･広報･ブランディング･調達等のバックオフィス業務については、元来、ITサービス以外の業務は各社が個別に社員をバックオフィス系社員(CBS社員)として雇用して業務を行い、ITサービス業務に関してのみメンバーファーム全法人のIT業務をEYビジネスイニシアチブ株式会社が実施していた。
しかし、各法人は純粋にクライアントへのサービス提供のみを行う組織とし、各法人のバックオフィス業務は全てEY Japan株式会社で集約して実施することとする、というEY Japanの組織改革に伴い

2018年7月に各社のバックオフィス系社員(CBS社員)はEYビジネスイニシアチブ株式会社へ転籍し、同時にEYビジネスイニシアチブ株式会社はEY Japan株式会社へと社名変更を行った。